# Charlotte Guestová
Lady Charlotte Elizabeth Guestová, nepřechýleně Guest, rozená Bertiová, nepřechýleně Bertie (19. května 1812, Uffington, Lincolnshire – 15. ledna 1895, Canford Manor, Dorset) byla anglická aristokratka, překladatelka a podnikatelka, významná postava v dějinách velšské literatury známá především svým anglickým překladem Mabinogi (The Mabinogion), souboru dvanácti středověkých velšských bájí a pověstí vzniklých v období od začátku 12. století do poloviny 14. století.

## Život a dílo

### Mládí
Lady Charlotte Elizabeth se narodila 19. května 1812 v Uffington House v Lincolnshire. Její otec, Albemarle Bertie, devátý earl z Lindsey, zemřel, když jí bylo šest let. Již od malička projevovala Charlotte velké nadání pro studium, zejména literatury a jazyků (učila se arabsky, hebrejsky, persky, latinsky, řecky, francouzsky a italsky).

### První manželství

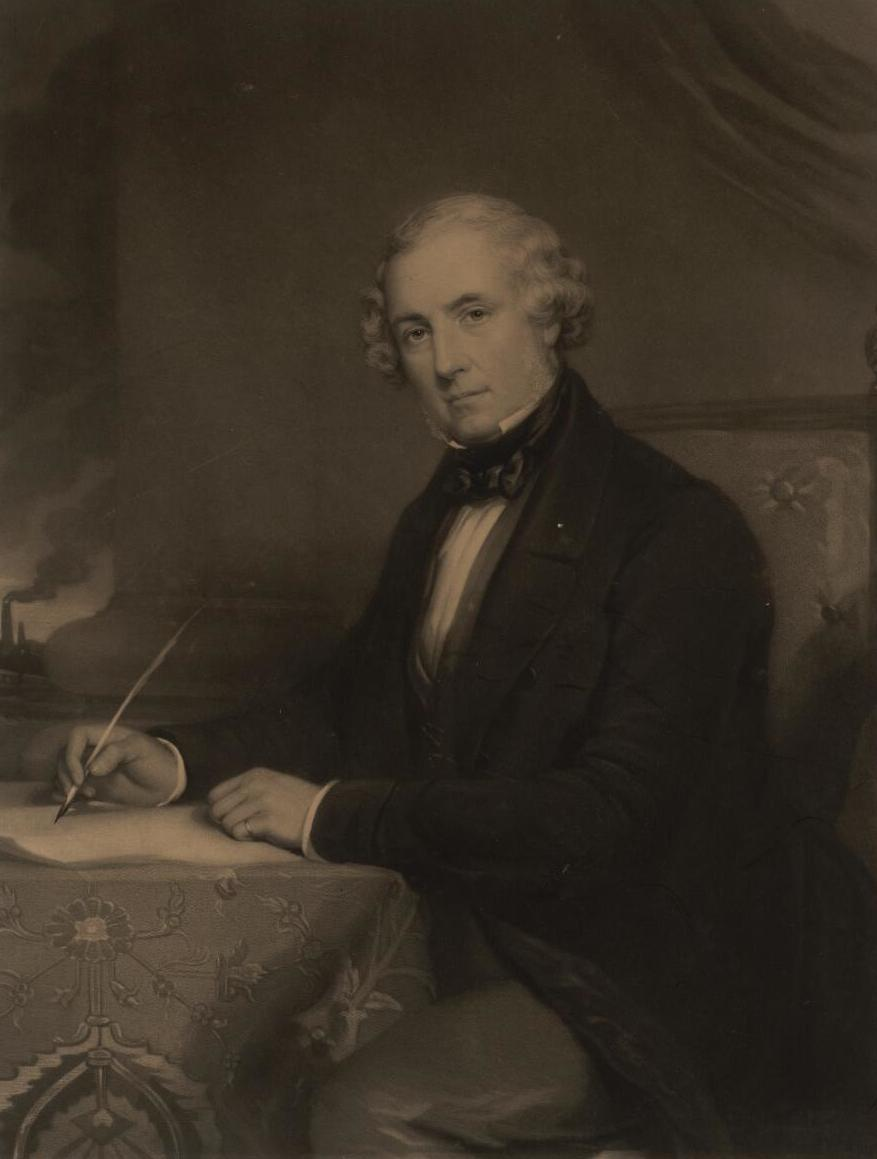
Portrét sira Johna Josiaha Guesta od skotského malíře Williama Walkera z roku 1852

Když jí bylo dvacet jedna let, přestěhovala se do Londýna, kde se seznámila s vdovcem Johnem Josiahem Guestem, bohatým majitelem železárny Dowlais Iron Company u Merthyr Tydfil v jižním Walesu, který byl v té době členem parlamentu. 29. července roku 1833 se za něj provdala. S manželem se usídlili v Dowlais. Jejich manželství bylo šťastné a měli spolu pět synů a pět dcer. Charlotte se podílela na práci ve firmě svého manžela, aktivně podporovala jeho filantropické aktivity a zapojila se do řešení sociálních otázek. Naučila se velšsky a pomáhala manželovi v jeho politické kariéře komunikací s místními voliči. Snažila se rovněž o zvýšení úrovně vzdělání. Podporovala školy ve Swansea a Llandaffu a také v Dowlais, pro které zajišťovala nákup potřebných učebních pomůcek.  Po smrti svého manžela toku 1852 převzala řízení oceláren.

### Překlad Mabinogi
Její hluboká znalost velštiny a styky s předními literárními vědci z Abergavenny Welsh Society (Cymdeithas Cymreigyddion y Fenni) jí přivedly k velkému zájmu o velšskou středověkou literaturu. Přeložila několik středověkých písní a básní a v roce 1837 začala pracovat na překladu Mabinogi. Název Mabinogion převzala od velšského filologa a lexikografa Williama Owena Pugheho, který tak roku 1795 na základě středověkého opisovacího omylu nazval svůj překlad První větve Mabinogi.
Mabinogion Charlotty Guuestové je prvním anglickým překladem souboru, který byl publikován v moderním tištěném formátu. Vyšel v sedmi svazcích v letech 1838 až 1845, přičemž první svazky byly věnovány překladatelčinu oblíbenému námětu, artušovským legendám. V roce 1849 bylo dílo znovu publikováno ve třech svazcích a kritické vydání vyšlo roku 1877.
Série sedmi dílů z let 1838–45 a sada tří dílů z roku 1849 je dvojjazyčná a jednotlivé svazky kromě anglického překladu obsahují i velšský text přepsaný velšským spisovatelem Ioanem Tegidem především z Červené knihy hergetské (Llyfr Coch Hergest). Příběhy jsou doplněny značným množstvím odborných anglických poznámek pod čarou a ilustracemi. Další vydání z roku 1877 obsahuje pouze anglický překlad a stalo se standardem na téměř sto let.
Jádrem souboru jsou tzv. Čtyři větve Mabinogi (Pedair Cainc y Mabinogi), zpracování nejstarší velšské mytologie. K nim překladatelka připojila osm dalších příběhů: Tři velšské romance (Y Tair Rhamant), Sen Maxena Wlediga (Breuddwyd Macsen Wledig), Setkání Lludovo s Llevelysem (Cyfranc Lludd a Llefelys), Jak Kulhwch dostal Olwen (Culhwch ac Olwen), Rhonabwyho sen (Breuddwyd Rhonabwy) a Příběh Taliesina (Hanes Taliesin) z nichž většina se odehrává v době krále Artuše.

### Druhé manželství
Roku 1855 se Charlotte znovu provdala za anglického učence, sběratele výtvarného umění a politika Charlese Schreibera. S její zkušenou politickou podporou se její nový manžel stal členem parlamentu za Cheltenham a Poole. Vzdala se vedení železáren a místo toho s manželem cestovala a sestavila působivou sbírku porcelánu, kterou odkázala muzeu Victoria & Albert v Londýně. Sbírala také vějíře, deskové hry a hrací karty, které byly později darovány Britskému muzeu. O všech těchto předmětech napsala odborná pojednání.

### Konec života
V roce 1884 Charlotte znovu ovdověla. Svého manžela pak přežila o více než deset let. V posledních letech oslepla a nebyla schopna pokračovat v deníku, který si psala téměř bez přestávky od svých deseti let. Zemřela 15. ledna roku 1895 v Canford Manor v Dorsetu v domě svého nejstaršího syna. Pohřbena byla na místním hřbitově.
Její překlad Mabinogi seznámil anglické i evropské čtenáře s literárním bohatstvím velšsky psané středověké prózy, významně posílil přestiž velšské kultury a byl jedním z činů, které pčispěly k velšskému národnímu obrození..

### Poznámka
1. ↑  Překlad lady Charlotty Guestové obsahuje i Příběh Taliesina (Hanes Taliesin), který je v současné době jako pozdější dodatek vynecháván (tento příběh byl zaznamenán až v polovině 16. století a ve vlastní Mabinogi jsou o legendárním bardovi Taliesinovi pouze útržkovité zmínky.)
2. ↑  Do češtiny přeložil Mabinogi roku 1944 literární historik Jan Vilikovský.